# Wspólnota administracyjna Weihenzell
Wspólnota administracyjna Weihenzell – wspólnota administracyjna (niem. Verwaltungsgemeinschaft) w Niemczech, w kraju związkowym Bawaria, w rejencji Środkowa Frankonia, w regionie Westmittelfranken, w powiecie Ansbach. Siedziba wspólnoty znajduje się w miejscowości Weihenzell, a przewodniczącym jej jest Hans Emmert.
Wspólnota administracyjna zrzesza trzy gminy wiejskie (Gemeinde): 
- Bruckberg, 1 299 mieszkańców, 7,62 km²
- Rügland, 1 219 mieszkańców, 20,89 km²
- Weihenzell, 2 826 mieszkańców, 45,18 km²